# Basingstoke
Basingstoke ist eine Stadt in Hampshire im Süden Englands. Der Verwaltungssitz des Bezirks Basingstoke and Deane ist eine wohlhabende Stadt mit geringer Arbeitslosigkeit. Hier befinden sich die Zentralen der British Automobile Association und des Unternehmens Sun Life Financial of Canada. Außerdem ist Basingstoke Standort von Pharmazie- (Shire Pharmaceuticals), Versicherungs- und Elektronikfirmen.

## Lage
Basingstoke befindet sich im Norden Hampshires in den North Downs, 72 km westlich von London am River Loddon.
Die Autobahn M3 von London nach Southampton führt im Süden an der Stadt vorbei. Die Stadt hat Bahnverbindung nach London, Reading, Exeter und Southampton (Southwestern Main Line). Im Norden und Nordosten verfügt die Stadt über einen Grüngürtel. Durch das Wachstum der Stadt wurde eine Reihe von Dörfern in der Umgebung aufgesogen und zu Stadtvierteln von Basingstoke, darunter Chineham, Winklebury, Kempshott und Hatch Warren.
Basingstoke ist zugleich ein Wahlkreis für das Britische Unterhaus und wird dort gegenwärtig (2017) von der konservativen Abgeordneten Maria Miller vertreten. Innerhalb von Hampshire gehört Basingstoke zum Distrikt Basingstoke and Deane.

## Geschichte
Basingstoke wurde bereits im Domesday Book unter dem Namen Basingestoches als Marktflecken erwähnt und hat vor 1203 die entsprechenden Marktprivilegien erhalten. In Old Basing, rund drei Kilometer östlich des heutigen Stadtzentrums, entstand 1535 Basing House als Residenz für William Paulet, dem Marquess of Winchester und königlichen Schatzmeister. Heute stehen von dem Bau nur noch die Grundmauern. Um 1755 gründeten die Gebrüder May in der Stadt die May-Brauerei und machten Basingstoke so zu einem Zentrum der Bierherstellung. Als die Heilsarmee Ende des 19. Jahrhunderts in der Stadt aktiv wurde, um gegen den Alkohol zu predigen, kam es in der Stadt immer wieder zu heftigen Auseinandersetzungen zwischen Prohibitionisten und ihren Gegnern. Nach dem Zweiten Weltkrieg erfuhr Basingstoke eine Modernisierung seines Stadtbildes durch einfache und funktionale Betonbauten, was zum Teil in der Bevölkerung auf Kritik stieß.

## Sehenswürdigkeiten
- Im Stadtzentrum liegt die von einem Friedhof umgebene spätgotische St Michaels Church.
- Im Herbst 2002 erhielt Basingstoke mit dem Festival Place einen neuen Mittelpunkt, der durch die Umwandlung des früheren The Walks Shopping Centre und des New Market Square entstanden ist. Hier sind heute neben einer Filiale von Marks and Spencer verschiedene Läden, Cafés und ein Kino entstanden. Mit The Malls und Top of Town gibt es in der Stadt zwei weitere Einkaufszentren.
- In der Altstadt befindet sich das Willis Museum, das Haymarket Theatre, der Marquet Square und die Hauptpost der Stadt. Das Nachtleben findet vor allem rund um den Festival Place statt. Basingstoke verfügt über eine Reihe von Pubs und vier Nightclubs.
- Am Porchester Square befindet sich ein großes Sportzentrum mit Sporthalle und Schwimmbad. Im Stadtzentrum ist außerdem das Anvil, ein Konzertsaal, zu finden.
- Etwas außerhalb des Stadtzentrums befindet sich ein Freizeitpark mit einem Aquadrom, einer Eisbahn und einem Kino sowie das Milestones Museum, das sich mit der Geschichte Hampshires befasst.
- Etwa 2,5 Kilometer nördlich von Basingstoke liegt das Tudor-Herrenhaus The Vyne mit seinem bekannten Portikus und der Treppenanlage.

## Sport
Basingstoke ist Heimat des Fußballclubs Basingstoke Town F.C., der in der englischen Süd-Liga spielt. Daneben hat die Stadt einen Rugby-Club, die Eishockey-Mannschaft Basingstoke Bison und eine Schwimm-Mannschaft, die Basingstoke Bluefins. 1989 war Basingstoke Austragungsort der Eishockey-Junioren-Weltmeisterschaft. Es gibt außerdem noch das Basingstoke Gymcenter, einer Turnhalle mit professioneller Ausstattung.
Beim ansässigen Leichtathletikverein Basingstoke & Mid Hants Athletic Club trainieren einige internationale Leichtathleten Großbritanniens.
Jährlich wechselnd findet zwischen Basingstoke und der Partnerstadt Euskirchen das Festival of Sport, ein Sportfest in verschiedenen Sportarten, statt.

## Bildung
Mit dem Queen Mary’s College und dem Basingstoke College of Technology verfügt die Stadt über zwei Hochschulen. Daneben existieren eine Reihe von weiteren Schulen.

## Medien
Basingstoke hat einen eigenen Radio-Sender: Kestrel-FM. Außerdem werden hier zwei Tageszeitungen herausgegeben, die Basingstoke Gazette und der Basingstoke Observer.

## Partnerstädte
Basingstoke ist Partnerstadt von
- Alençon, Frankreich
- Euskirchen, Deutschland
- Braine-l’Alleud, Belgien

## Persönlichkeiten
In der Stadt lebten bzw. wurden geboren:
- John Arlott (1914–1991), Sportjournalist
- Hugh Ashworth (* 1961), Radrennfahrer
- Jane Austen (1775–1817), Schriftstellerin (im nahen Steventon geboren)
- Carl Barât (* 1978), Musiker und Schauspieler
- Nora Stanton Blatch Barney (1883–1971), Bauingenieurin, Architektin und Frauenrechtlerin
- Tom Cleverley (* 1989), Fußballspieler
- Tom Croft (* 1985), Rugbyspieler
- Alma Deutscher (* 2005), Komponistin, Pianistin, Geigerin
- Jason Dunlop (* 1970), Paläontologe
- Ruth Ellis (1926–1955), die letzte Frau, die in Großbritannien gehängt wurde
- Martin Fehr (1905–1978), Lehrer, Autor und Erfinder
- John Hoskins (1931–2021), bermudischer Sportfunktionär
- Elizabeth Hurley (* 1965), Schauspielerin und Model
- John James (1673–1746), Architekt
- Sir James Lancaster (um 1554–1618), Politiker und Seefahrer des 16. Jhs.
- India Lee (* 1988), Duathletin und Triathletin
- Ian McNeice (* 1950), Schauspieler
- Denis Nowell Pritt (1887–1972), Labour-Politiker
- Mike Sparks, Sänger der Rockgruppe Canterbury
- Robert Steadman (* 1965), Komponist und Dirigent
- Sarah Sutton (* 1961), Schauspielerin
- Tanita Tikaram (* 1969), Pop-Sängerin
- Thomas Warton (1728–1790), Dichter, Poet Laureate des Jahres 1785
- Joe Webb (* ≈1991), Jazzmusiker
- Gabriella Wilde (* 1989), Schauspielerin und Model
- Bob Young (* 1945), Musiker, Musikmanager und Schriftsteller (u. a. inoffizielles Mitglied der Rockgruppe Status Quo)